# Ryōko Sakae
Ryōko Sakae (jap. 坂本涼子 Sakae Ryōko; ur. 24 kwietnia 1970) – japońska zapaśniczka w stylu wolnym. Czterokrotna medalistka mistrzostw świata, złoto w 1992. Mistrzyni Azji w 1996 roku.
Jej mąż Kazuhito Sakae startował na igrzyskach w Seulu 1988, a córka Kiwa Sakae również startowała w zawodach zapaśniczych.